# 渟名底仲媛
渟名底仲媛（ぬなそこなかつひめ）は、安寧天皇の皇后。息石耳命と懿徳天皇と磯城津彦命らの生母。

## 概要
『日本書紀』本文での皇后。渟名襲媛とも。事代主の孫鴨王の娘。母は不明。安寧3年に皇后になる。
『先代旧事本紀』では「三世孫 天日方奇日方命 亦名 阿田都久志尼命 此命娶日向賀牟度美良姫 生一男一女 兒 健飯勝命 妹 渟中底姬命 此命 片鹽浮穴宮天皇 安寧 片鹽浮穴宮 或本坐輕地曲峽宮 立為皇后 誕生四兒 即 大日本根子彥耜友天 懿德 次 常津命 次 磯城津彥命 次 手研彥奇友背命也」とある。天日方奇日方命の娘。
なお、『古事記』での皇后は、師木県主波延の娘・阿久斗比売、 『日本書紀』第1の一書での皇后は磯城県主葉江の娘である川津媛、第2の一書での皇后は大間宿禰の娘である糸井媛。

天皇略系図（初代 - 第10代）

## 関連史料
- 坂本太郎・平野邦雄『日本古代人名辭典』（吉川弘文館）
- 『天皇家系譜総覧』（新人物往来社）